# Lotofagen

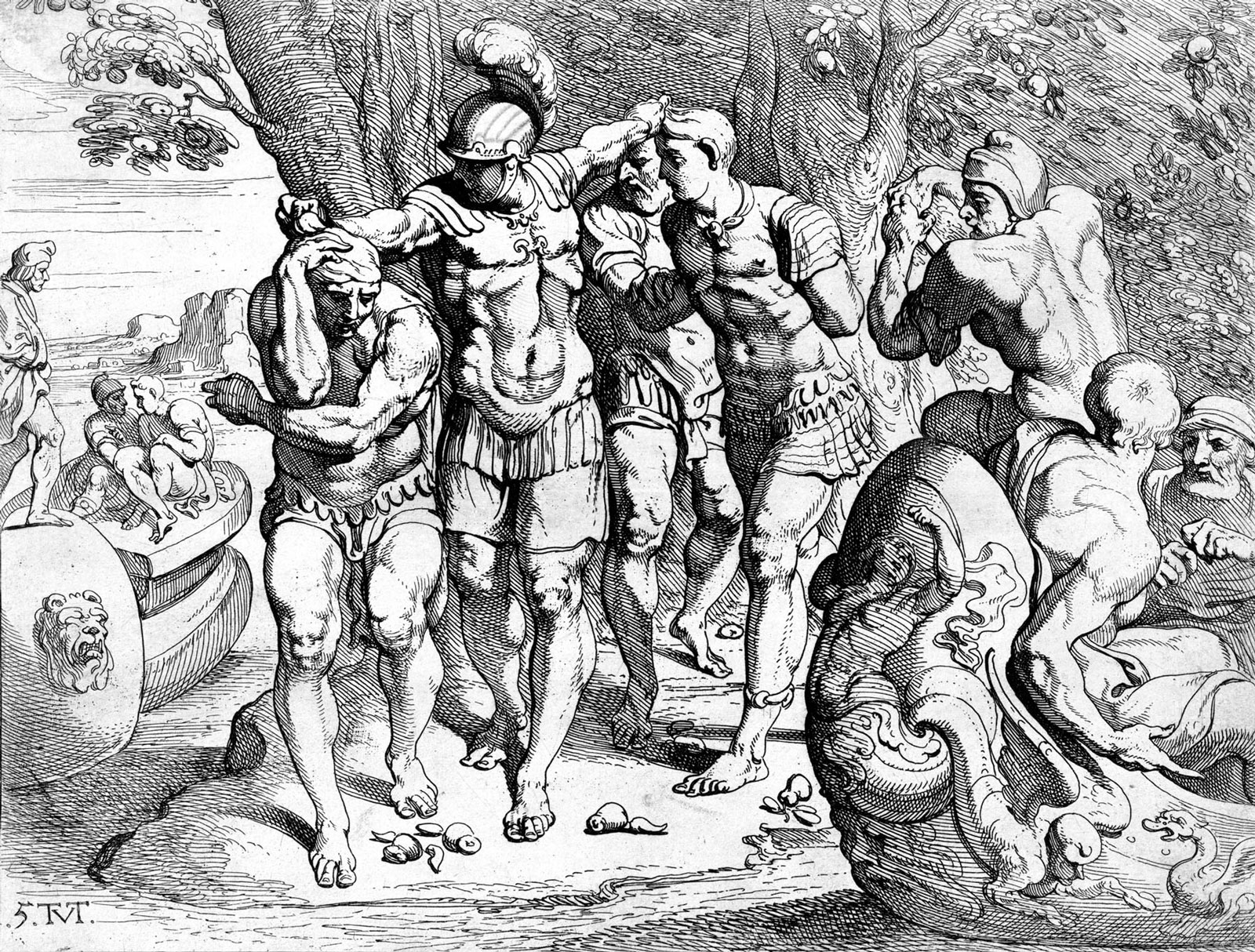
Odysseus voert zijn mannen weg van de lotofagen, 18e-eeuwse gravure

De Lotofagen, ook als Lotophagen gespeld, Oudgrieks: λωτοφάγοι, lōtophágoi, Lotuseters', zijn in de Odyssee  van Homerus een vreedzaam volk dat zich voedde met lotos, een verder onbekende plant die zo heerlijk smaakte dat men niet weer naar huis terug wilde, als men er eenmaal van had gegeten. Odysseus belandde er op zijn zwerftochten en had grote moeite om zijn gezellen ertoe te bewegen de thuisreis voort te zetten. 
Men neemt aan dat met het land van de Lotofagen Djerba in Noord-Afrika werd bedoeld en met de lotos de daar inheemse jujube, een struik met kersachtige vruchten.